# 精 (中医)
精（せい）とは、伝統中国医学において、人体を構成している基本的物質であり、気に変化して各種機能活動のエネルギー源として利用される。『素問』「金匱真言論」には「夫れ精は、身の本なり」とある。
精には、先天の精と後天の精がある。
先天の精とは、父母から受け継ぐ天賦の精で腎にやどり、成長と生殖をつかさどる。腎精、元精ともいう。『霊枢』「経脈篇」に「人始めて生ずるや、先ず精を成す」と記載されている。腎精は子供の成長をつかさどり、成人後は徐々に衰退して老化させる。腎精は青年期になると「天癸」を産生し、天癸は性器を発育させ生殖能力を高め、男子の精子の産出を盛んにし、女子の月経を開始させる。更年期になると、天癸が消失し生殖能力が弱まり、月経は止まり性器は萎縮を始める。その他、元気や衛気の構成要素となり全身の機能を促進させ、血に化生してこれを補充する。
後天の精とは、食事により飲食物から脾胃の働きにより化生した物質である。後天の気に変化し全身の臓腑組織に行き渡り、生理活動を維持するエネルギー源であり、人体を構成する物質となる。後天の精の一部は、腎に運ばれ貯蔵され、腎精に化生する。